# Hoya carnosa
Hoya carnosa ist eine Pflanzenart der Gattung der Wachsblumen (Hoya) aus der Unterfamilie der Seidenpflanzengewächse (Asclepiadoideae). Sie ist eine beliebte, einfach zu haltende Zimmerpflanze und gehört damit zu den bekanntesten Seidenpflanzengewächsen.

## Merkmale

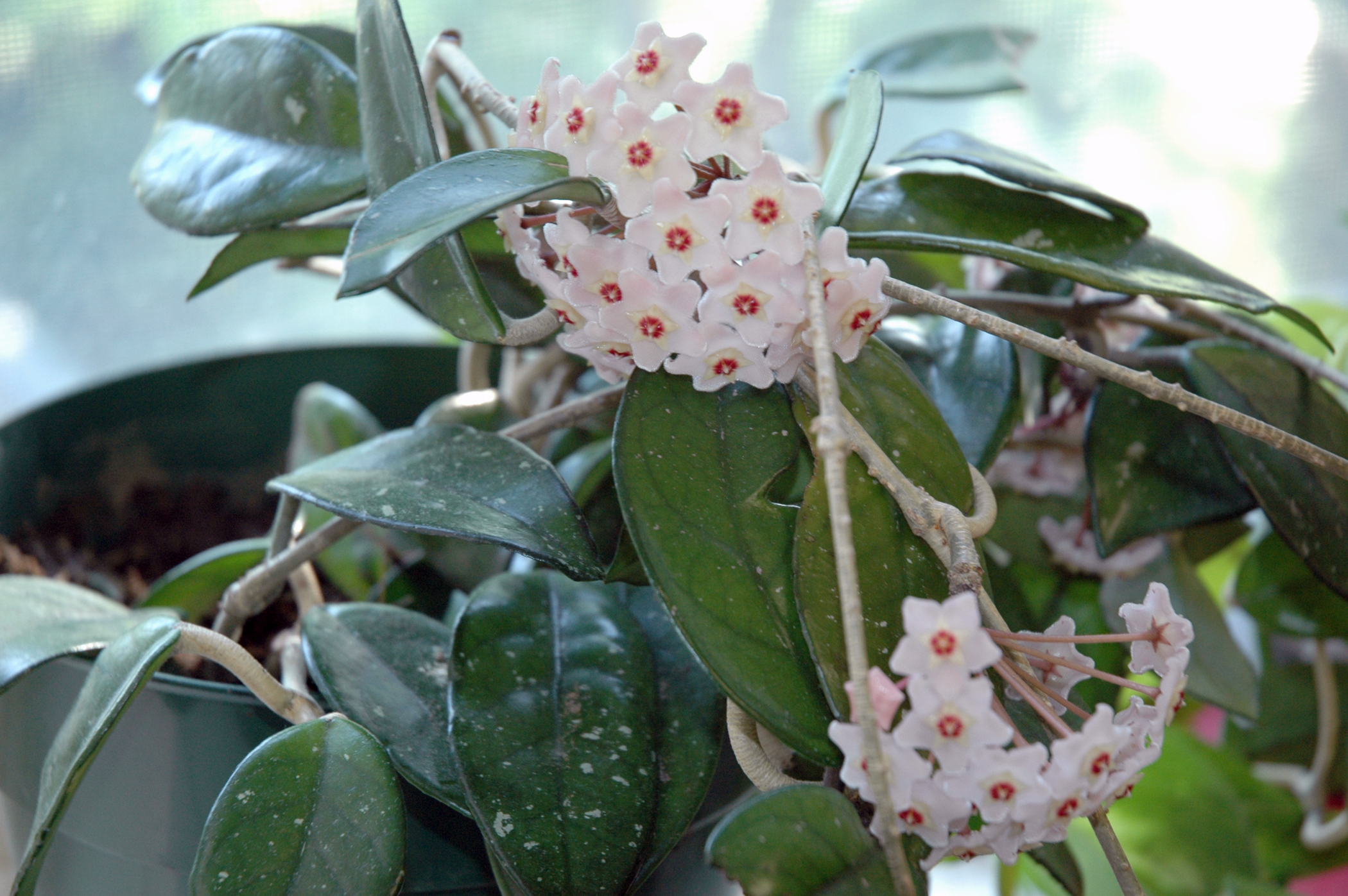
Hoya carnosa

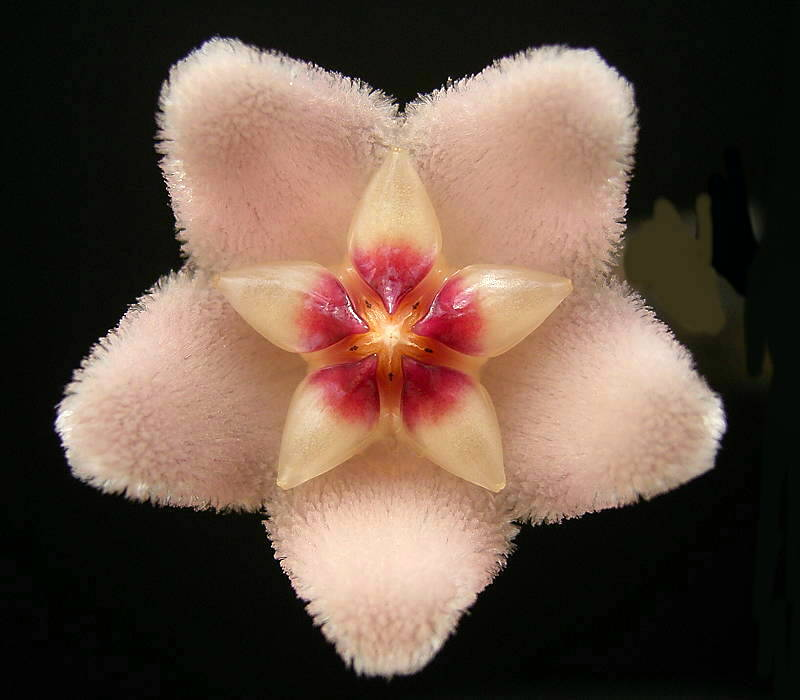
Blick von oben auf eine Blüte

Hoya carnosa bildet schwach sukkulente Triebe mit glatter, blassgrau und kahler Oberfläche, die sich winden und klettern. Die Triebe sind zunächst weich, verholzen aber später. Die ausdauernden Blätter sind gestielt mit etwa 1 bis 1,5 cm langen Stielen. Die Spreite ist breitoval bis längsoval oder herzförmig. Die Blätter sind leicht sukkulent, fleischig mit wachsartig glänzender Oberfläche. Der Blütenstand ist bis 30-blütig, hängend oder mehr oder weniger aufrecht; er ist als gestielte Scheindolde ausgebildet. Der Stiel wird bis etwa 4 cm lang. Die einzelnen Blüten sind ebenfalls gestielt; hier misst der Stiel 2 bis 4 cm. Die Blütenkrone hat einen Durchmesser von 1,5 bis 2 cm und ist weißlich bis leicht rosa gefärbt. Die Kronzipfel sind breitoval bis gerundet dreieckig. Der Rand ist jeweils umgebogen. Innen ist die Oberfläche mit Papillen besetzt. Die Nebenkrone ist weiß gefärbt. Die interstaminalen Nebenkronenzipfel  sind zugespitzt oval bis lanzettlich, die Oberseite ist konvex gewölbt. Das äußere Ende ist weiß, das innere Ende rot gefärbt. Die Blüten duften stark und sondern einen farblosen klaren klebrigen süßen Nektar ab, der in Tropfen an den Blüten hängt. Die spindelförmigen Früchte messen 6 bis 10 × 0,5 bis 1,5 cm.
Die Chromosomenzahl beträgt 2n = 22, seltener 33.

## Geographisches Vorkommen
Diese Art besitzt ein sehr großes Verbreitungsgebiet, das von Indien, Südchina, Japan, Taiwan bis nach Queensland (Australien) und die Fidschi-Inseln reicht. Sie ist zudem eine relativ alte Kulturpflanze, die einfach zu halten ist. Es existieren bereits zahlreiche Zuchtformen.